# Halfway to Sanity
Halfway to Sanity deseti je studijski album od američkog punk rock sastava Ramones, koji izlazi u rujnu 1987.g. Ovo je zadnji album na kojemu sudjeluje Richie Ramone. Na njegov odlazak je utjecalo nekoliko manjih događaja koje nije mogao zaboraviti, iako je znao da je bio vrlo cijenjena osoba kod njihovih obožavatelja.
Na albumu se nalaze skladbe "I Wanna Live" i "Garden of Serenity", koje su kasnije obrađene i objavljene na Ramonesovom kompilacijskom albumu Loud, Fast Ramones: Their Toughest Hits.
Debbie Harry iz američkog rock sastava Blondie, izvodi prateće vokale u skladbi "Go Lil' Camaro Go", a Dee Dee Ramone izvodi prvi vokal u skladbi "I Lost My Mind".

## Popis pjesama
1. "I Wanna Live" (Dee Dee Ramone, Daniel Rey) – 2:36
2. "Bop 'Til You Drop" (Dee Dee Ramone, Johnny Ramone) – 2:09
3. "Garden of Serenity" (Dee Dee Ramone, Daniel Rey) – 2:35
4. "Weasel Face" (Dee Dee Ramone, Johnny Ramone) – 1:49
5. "Go Lil' Camaro Go" (Dee Dee Ramone) – 2:00
6. "I Know Better Now" (Richie Ramone) – 2:37
7. "Death of Me" (Joey Ramone) – 2:39
8. "I Lost My Mind" (Dee Dee Ramone, Johnny Ramone) – 1:33
9. "A Real Cool Time" (Joey Ramone) – 2:38
10. "I'm Not Jesus" (Richie Ramone) – 2:52
11. "Bye Bye Baby" (Joey Ramone) – 4:33
12. "Worm Man" (Dee Dee Ramone) – 1:52

## Izvođači
- Joey Ramone – prvi vokal
- Johnny Ramone – gitara, prateći vokali
- Dee Dee Ramone – bas-gitara, prateći vokali
- Richie Ramone – bubnjevi

### Ostali izvođači
- Debbie Harry – prateći vokali u skladbi "Go Lil' Camaro Go"

## Vanjske poveznice
- discogs.com - Ramones - Halfway To Sanity